# Cliveden set

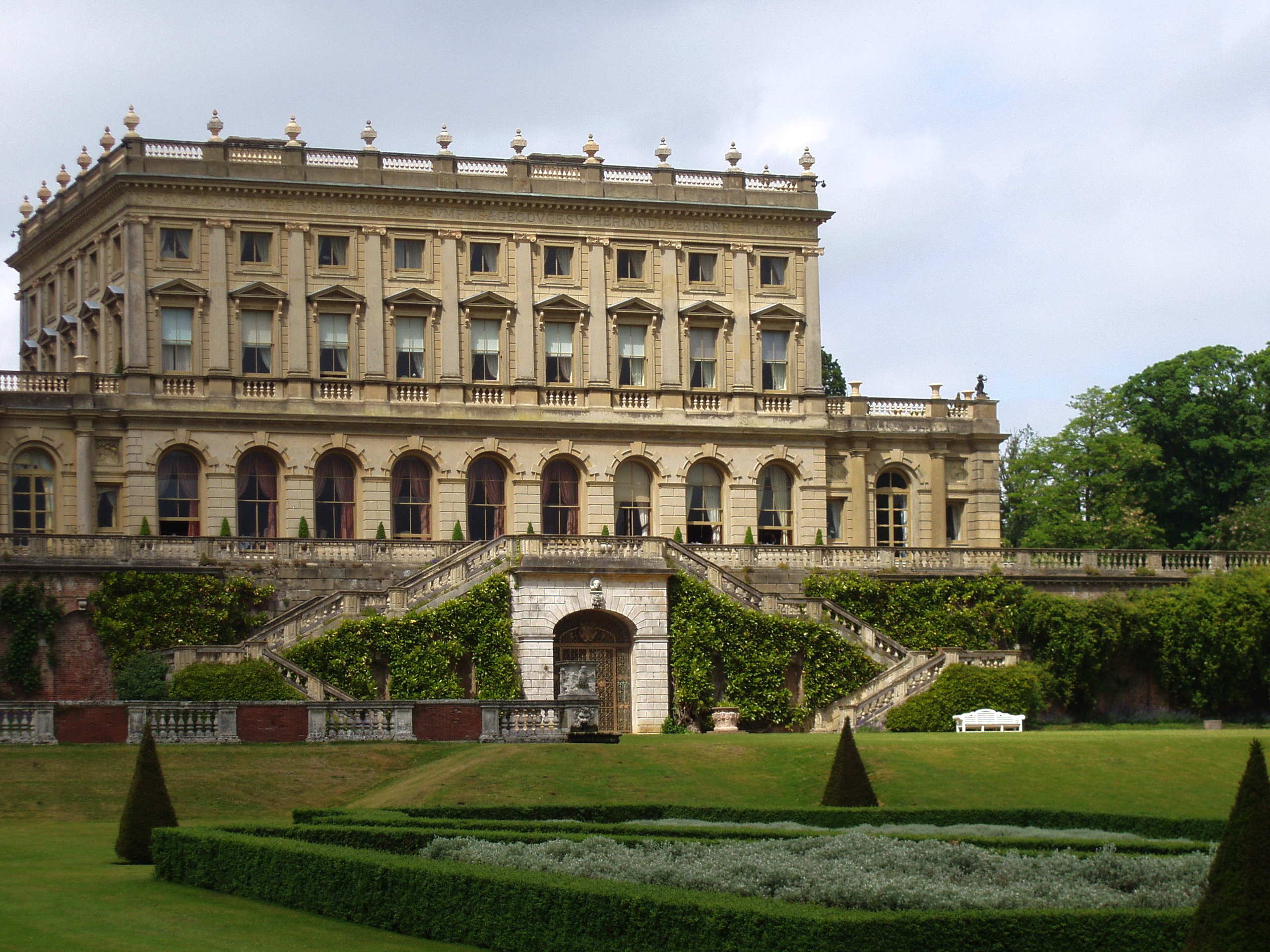
Cliveden, château de la famille Astor.

Le Cliveden set était un groupe d’influence britannique actif à la fin des années 1930 (1937-1939), réunissant des personnalités politiques de premier plan chez la vicomtesse Nancy Astor. Son nom provient de Cliveden, le château de la famille Astor dans le Buckinghamshire.

## Histoire

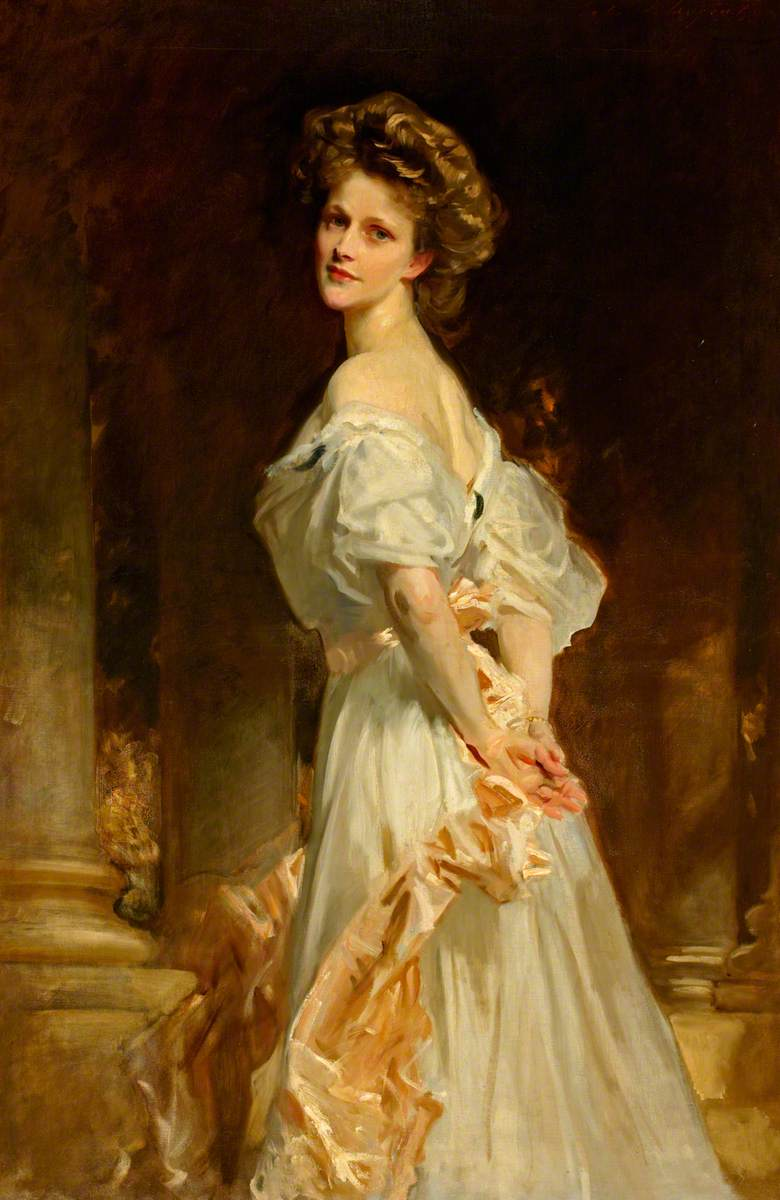
Portrait de Nancy Astor par John Singer Sargent (1908).

L'expression Cliveden set (« groupe de Cliveden ») naît dans les années 1930 sous la plume de Claud Cockburn dans le journal communiste The Week (en) qui évoque ce groupe en l'accusant d'être pro-nazi. D’inspiration germanophile, certes, le groupe est favorable à la politique d'apaisement envers Adolf Hitler mais aussi à des relations amicales entre le Royaume-Uni et l'Allemagne nazie. Ses membres pensent que l'intransigeance de la France vis-à-vis du Reich est contre-productive et que satisfaire aux revendications « légitimes » d'Hitler supprimerait les causes de tension. Ainsi, Ramsay MacDonald, Premier ministre (1931-1935) qui n'est pas membre du groupe, déclare : « sans Tardieu, il n'y aurait pas eu le chancelier Hitler ». La plupart de ses membres sont des adversaires déterminés de Winston Churchill, parce qu'il ne cesse de mettre l'opinion en garde contre le danger nazi. 
La réelle influence du Clivenden set sur la politique du gouvernement britannique fait débat chez les historiens. Dans les années 1930, le Washington Post écrit que le Cliveden set était « le centre réel de détermination de la politique étrangère britannique ». John L. Spivak (en) note en 1939 que le Cliveden set fonctionne plus comme un think-tank qu’une « cabale » : aucun élément matériel ne vient prouver une organisation pour une action concertée : procès-verbaux de réunions, notes d'analyse... D'autre part, certains membres s'opposent fortement sur d'autres sujets ; ainsi, Lord Halifax est très impliqué chez les anglo-catholiques, alors que Nancy Astor est d'un anticatholicisme virulent, enfin Anthony Eden, très opposé à l'apaisement, assiste à certaines de leurs réunions. 
En 1972, dans sa biographie consacrée à Nancy Astor, Christopher Sykes (en) écrit qu’il s’agissait plus probablement d’une fabrication idéologique de Claud Cockburn, à la recherche de symboles de la tolérance de son pays envers l’Allemagne nazie. En effet, l'origine sociale de ses membres, la haute aristocratie et le monde des affaires, leur influence sur la vie politique (plusieurs sont parlementaires) et les moyens financiers dont ils disposent, notamment par le contrôle du Times et de l'Observer, sont soulignés par Cockburn. D’autres études montrent que si les propos de Cockburn ne sont pas tout à fait exacts, l’existence de ce groupe ne peut être contestée.
Robert Vansittart, sous-secrétaire permanent au Foreign Office, hostile à cette diplomatie parallèle et lucide quant à la politique d'Hitler, qualifiait ces personnalités d'« amateurs ambulants ».

## Membres éminents
- Nancy Astor, vicomtesse et députée
- Geoffrey Dawson, rédacteur en chef de The Times
- Philip Kerr (Lord Lothian), sous-secrétaire d’État à l'Inde et futur ambassadeur à Washington (1938-1941)
- Edward Frederick Lindley Wood, (Lord Halifax) vice-roi des Indes (1926-1931), ministre de la Guerre, (1935), secrétaire au Foreign Office (1938-1940) et futur ambassadeur à Washington (1941-1946)
- Robert Brand (en)
- Lord Manchester
- Sir Nevile Henderson, ambassadeur à Berlin (1937-1939)
- Henri Deterding, président de la Royal Dutch Shell
- Montagu Norman, gouverneur de la Banque d'Angleterre
- Sir Samuel Hoare, secrétaire d'État à l'Inde, au Foreign Office et à l'Intérieur (1937/39)

## Dans la culture
Le personnage de Lord Darlington et les invités qui se réunissent dans son château, dans le roman Les Vestiges du jour de Kazuo Ishiguro (1989), sont inspirés par l'histoire du Cliveden set.

### Sources
- (en) Cet article est partiellement ou en totalité issu de l’article de Wikipédia en anglais intitulé « Cliveden set » (voir la liste des auteurs).